# Raninoïdeus
Els raninoïdeus (Raninoidea) són una superfamília de crustacis decàpodes de l'infraordre Brachyura. En aquest crancs, a diferència de molts d'altres, l'abdomen no es plega sota el tòrax.

## Taxonomia
La superfamília Raninoidea inclou dues famílies:
- Família Lyreididae Guinot, 1993
- Família Raninidae De Haan, 1839